# Conciliation (droit)
Cet article concerne la conciliation des lois entre elles. Pour la procédure, voir Conciliation.
La conciliation désigne l'interprétation par le pouvoir judiciaire de normes de force égale pouvant être porteuses d'exigences différentes, en vue de les faire coexister.
Il arrive que le droit guide cette conciliation, par exemple, le principe de conciliation des notions de liberté et de sécurité des citoyens est donné dans l'article 4 de la déclaration des droits de l'homme et du citoyen : « La liberté consiste à pouvoir faire tout ce qui ne nuit pas à autrui ». À défaut, c'est généralement au juge qu'il incombe de concilier les exigences légales divergentes.

## Cas typiques
Certaines notions garantissant des droits aux citoyens sont particulièrement exposées à conciliation, par exemple :
- liberté et sécurité,
- propriété et droit au logement,
- droit à la vie et liberté de la femme de disposer de son corps.

## En France

### Jurisprudence constitutionnelle
Le conseil constitutionnel dispose d'une grande marge d'appréciation dans la conciliation de dispositions incompatibles entre elles. En effet, il n'existe pas de hiérarchie formelle entre les différents principes portés par la constitution.
Par exemple, le conseil pourrait être un jour confronté à concilier l'obligation constitutionnelle de la France, définie par l'article 88-1, de « participer » à l'Union européenne (et donc d'appliquer sa législation) avec les autres principes définis dans la constitution. Il a d'ores et déjà déclaré que « la transposition en droit interne d'une directive communautaire résulte d'une exigence constitutionnelle à laquelle il ne pourrait être fait obstacle qu'en raison d'une disposition expresse contraire de la Constitution ».